# میچیو اوکابه
میچیو اوکابه (انگلیسی: Michio Okabe؛ زادهٔ ۱۰ سپتامبر ۱۹۴۰) بازیکن هاکی روی چمن اهل ژاپن بود.